# 伊米爾瓦瓦尼山
16°45′55″S 68°32′57″W / 16.76528°S 68.54917°W
伊米爾瓦瓦尼山（Imill Wawani），是玻利維亞的山峰，位於該國西部拉巴斯省的因加維省，處於阿帕切塔山西南面、希斯卡薩利亞拉山東南面，屬於安第斯山脈的一部分，海拔高度4,505米。